# Hassane Ramlaoui
Hassane Ramlaoui, né le 6 septembre 1962 à Beyrouth, est un tireur sportif sénégalais.

## Carrière
Hassane Ramlaoui  est médaillé d'argent en skeet par équipe aux Championnats d'Afrique de tir 2011.
Aux Championnats d'Afrique de tir 2014, il est médaillé d'argent en skeet par équipes et médaillé de bronze en double trap par équipes.
Il est médaillé de bronze en skeet aux Championnats d'Afrique de tir 2017 au Caire et médaillé d'argent aux Jeux africains de 2019 à Rabat.
Il remporte lors des Championnats d'Afrique de tir 2023 au Caire une médaille d'argent en skeet par équipe avec Chiara Costa.